# گاجا
گاجا (ایتالیایی: Gaggia) شرکت لوازم خانگی ایتالیایی است، که در سال ۱۹۴۷ تأسیس شد.